# Soupisky mužstev na mistrovství světa ve fotbale 2018 (skupina E)
Toto je soupiska čtyř mužstev skupiny E na Mistrovství světa ve fotbale 2018.

## Brazílie
| Číslo                                       | Jméno             | Stát / klub                 | Datum narození | Foto                                        |
| Brankáři                                    | Brankáři          | Brankáři                    | Brankáři       | Brankáři                                    |
| ------------------------------------------- | ----------------- | --------------------------- | -------------- | ------------------------------------------- |
| 1                                           | Alisson           | AS Řím (Itálie)             | 2.10.1992      | Archivováno 23. 6. 2018 na Wayback Machine. |
| 16                                          | Cássio            | Corinthians (Brazílie)      | 6.6.1987       | Archivováno 23. 6. 2018 na Wayback Machine. |
| 23                                          | Ederson           | Manchester City FC (Anglie) | 17.8.1993      | Archivováno 23. 6. 2018 na Wayback Machine. |
| Obránci                                     |                   |                             |                |                                             |
| 2                                           | Thiago Silva      | Paris St. Germain (Francie) | 22.9.1984      | Archivováno 23. 6. 2018 na Wayback Machine. |
| 3                                           | Miranda           | Inter Milán (Itálie)        | 7.9.1984       | Archivováno 23. 6. 2018 na Wayback Machine. |
| 4                                           | Pedro Geromel     | Gremio (Brazílie)           | 21.9.1985      | Archivováno 23. 6. 2018 na Wayback Machine. |
| 6                                           | Filipe Luís       | Atlético Madrid (Španělsko) | 9.8.1985       | Archivováno 23. 6. 2018 na Wayback Machine. |
| 12                                          | Marcelo           | Real Madrid (Španělsko)     | 12.5.1988      | Archivováno 23. 6. 2018 na Wayback Machine. |
| 13                                          | Marquinhos        | Paris St. Germain (Francie) | 14.5.1994      | Archivováno 23. 6. 2018 na Wayback Machine. |
| 14                                          | Danilo            | Manchester City FC (Anglie) | 15.7.1991      | Archivováno 23. 6. 2018 na Wayback Machine. |
| 22                                          | Fagner            | Corinthians (Brazílie)      | 11.6.1989      | Archivováno 23. 6. 2018 na Wayback Machine. |
| Záložníci                                   |                   |                             |                |                                             |
| 5                                           | Casemiro          | Real Madrid (Španělsko)     | 23.2.1992      | Archivováno 23. 6. 2018 na Wayback Machine. |
| 8                                           | Renato Augusto    | Kuoan Peking (Čína)         | 8.2.1988       | Archivováno 23. 6. 2018 na Wayback Machine. |
| 11                                          | Philippe Coutinho | FC Barcelona (Španělsko)    | 16.2.1992      | Archivováno 23. 6. 2018 na Wayback Machine. |
| 15                                          | Paulinho          | FC Barcelona (Španělsko)    | 25.7.1988      | Archivováno 23. 6. 2018 na Wayback Machine. |
| 17                                          | Fernandinho       | Manchester City FC (Anglie) | 4.5.1985       | Archivováno 23. 6. 2018 na Wayback Machine. |
| 18                                          | Fred              | Šachtar Doněck (Ukrajina)   | 5.3.1993       | Archivováno 23. 6. 2018 na Wayback Machine. |
| 19                                          | Willian           | Chelsea FC (Anglie)         | 9.8.1988       | Archivováno 23. 6. 2018 na Wayback Machine. |
| Útočníci                                    |                   |                             |                |                                             |
| 7                                           | Douglas Costa     | Juventus Turín (Itálie)     | 14.9.1990      | Archivováno 23. 6. 2018 na Wayback Machine. |
| 9                                           | Gabriel Jesus     | Manchester City FC (Anglie) | 3.4.1997       | Archivováno 23. 6. 2018 na Wayback Machine. |
| 10                                          | Neymar -          | Paris St. Germain (Francie) | 5.2.1992       | Archivováno 23. 6. 2018 na Wayback Machine. |
| 20                                          | Roberto Firmino   | FC Liverpool (Anglie)       | 2.10.1991      | Archivováno 23. 6. 2018 na Wayback Machine. |
| 21                                          | Taison            | Šachtar Doněck (Ukrajina)   | 13.1.1988      | Archivováno 23. 6. 2018 na Wayback Machine. |
| Hlavní trenér                               |                   |                             |                |                                             |
| Tite 25.5.1961                              | Tite 25.5.1961    | Tite 25.5.1961              | Tite 25.5.1961 | Archivováno 23. 6. 2018 na Wayback Machine. |
| Soupiska na FIFA.com                        |                   |                             |                |                                             |
| Archivováno 20. 6. 2018 na Wayback Machine. |                   |                             |                |                                             |

## Švýcarsko
| Číslo                                       | Jméno                       | Stát / klub                        | Datum narození              | Foto                                        |
| Brankáři                                    | Brankáři                    | Brankáři                           | Brankáři                    | Brankáři                                    |
| ------------------------------------------- | --------------------------- | ---------------------------------- | --------------------------- | ------------------------------------------- |
| 1                                           | Yann Sommer                 | Borussia Mönchengladbach (Německo) | 17.12.1988                  | Archivováno 23. 6. 2018 na Wayback Machine. |
| 12                                          | Yvon Mvogo                  | RB Leipzig (Německo)               | 6.6.1994                    | Archivováno 23. 6. 2018 na Wayback Machine. |
| 21                                          | Roman Bürki                 | Borussia Dortmund (Německo)        | 14.11.1990                  | Archivováno 23. 6. 2018 na Wayback Machine. |
| Obránci                                     |                             |                                    |                             |                                             |
| 2                                           | Stephan Lichtsteiner -      | Juventus FC (Itálie)               | 16.1.1984                   | Archivováno 23. 6. 2018 na Wayback Machine. |
| 3                                           | Jacques Francois Moubandje  | Toulouse FC (Francie)              | 21.6.1990                   | Archivováno 23. 6. 2018 na Wayback Machine. |
| 4                                           | Nico Elvedi                 | Borussia Mönchengladbach (Německo) | 30.9.1996                   | Archivováno 23. 6. 2018 na Wayback Machine. |
| 5                                           | Manuel Akanji               | Borussia Dortmund (Německo)        | 19.7.1995                   | Archivováno 23. 6. 2018 na Wayback Machine. |
| 6                                           | Michael Lang                | FC Basilej (Švýcarsko)             | 8.2.1991                    | Archivováno 23. 6. 2018 na Wayback Machine. |
| 13                                          | Ricardo Rodríguez           | AC Milán (Itálie)                  | 25.8.1992                   | Archivováno 23. 6. 2018 na Wayback Machine. |
| 20                                          | Johan Djourou               | Antalyaspor (Turecko)              | 18.1.1987                   | Archivováno 23. 6. 2018 na Wayback Machine. |
| 22                                          | Fabian Schär                | Deportivo de La Coruña (Španělsko) | 20.12.1991                  | Archivováno 23. 6. 2018 na Wayback Machine. |
| Záložníci                                   |                             |                                    |                             |                                             |
| 8                                           | Remo Freuler                | Atalanta BC (Itálie)               | 15.4.1992                   | Archivováno 23. 6. 2018 na Wayback Machine. |
| 10                                          | Granit Xhaka                | Arsenal FC (Anglie)                | 27.9.1992                   | Archivováno 23. 6. 2018 na Wayback Machine. |
| 11                                          | Valon Behrami               | Udinese Calcio (Itálie)            | 19.4.1985                   | Archivováno 23. 6. 2018 na Wayback Machine. |
| 14                                          | Steven Zuber                | TSG 1899 Hoffenheim (Německo)      | 17.8.1991                   | Archivováno 23. 6. 2018 na Wayback Machine. |
| 15                                          | Blerim Džemaili             | Bologna FC 1909 (Itálie)           | 12.4.1986                   | Archivováno 23. 6. 2018 na Wayback Machine. |
| 16                                          | Gelson Fernandes            | Eintracht Frankfurt (Německo)      | 2.9.1986                    | Archivováno 23. 6. 2018 na Wayback Machine. |
| 17                                          | Denis Zakaria               | Borussia Mönchengladbach (Německo) | 20.11.1996                  | Archivováno 23. 6. 2018 na Wayback Machine. |
| 23                                          | Xherdan Shaqiri             | Stoke City FC (Anglie)             | 10.10.1991                  | Archivováno 23. 6. 2018 na Wayback Machine. |
| Útočníci                                    |                             |                                    |                             |                                             |
| 7                                           | Breel Embolo                | FC Schalke 04 (Německo)            | 14.2.1997                   | Archivováno 23. 6. 2018 na Wayback Machine. |
| 9                                           | Haris Seferović             | Benfica Lisabon (Portugalsko)      | 22.2.1992                   | Archivováno 23. 6. 2018 na Wayback Machine. |
| 18                                          | Mario Gavranović            | GNK Dinamo Záhřeb (Chorvatsko)     | 24.11.1989                  | Archivováno 23. 6. 2018 na Wayback Machine. |
| 19                                          | Josip Drmić                 | Borussia Mönchengladbach (Německo) | 8.8.1992                    | Archivováno 23. 6. 2018 na Wayback Machine. |
| Hlavní trenér                               |                             |                                    |                             |                                             |
| Vladimir Petkovič 15.8.1963                 | Vladimir Petkovič 15.8.1963 | Vladimir Petkovič 15.8.1963        | Vladimir Petkovič 15.8.1963 | Archivováno 23. 6. 2018 na Wayback Machine. |
| Soupiska na FIFA.com                        |                             |                                    |                             |                                             |
| Archivováno 20. 6. 2018 na Wayback Machine. |                             |                                    |                             |                                             |

## Kostarika
| Číslo                                       | Jméno                   | Stát / klub                        | Datum narození          | Foto                                        |
| Brankáři                                    | Brankáři                | Brankáři                           | Brankáři                | Brankáři                                    |
| ------------------------------------------- | ----------------------- | ---------------------------------- | ----------------------- | ------------------------------------------- |
| 1                                           | Keylor Navas            | Real Madrid (Španělsko)            | 15.12.1986              | Archivováno 23. 6. 2018 na Wayback Machine. |
| 18                                          | Patrick Pemberton       | LD Alajuelense (Kostarika)         | 24.4.1982               | Archivováno 23. 6. 2018 na Wayback Machine. |
| 23                                          | Leonel Moreira          | CS Herediano (Kostarika)           | 2.4.1990                | Archivováno 23. 6. 2018 na Wayback Machine. |
| Obránci                                     |                         |                                    |                         |                                             |
| 2                                           | Johnny Acosta           | Rionegro Águilas (Kolumbie)        | 21.7.1983               | Archivováno 23. 6. 2018 na Wayback Machine. |
| 3                                           | Giancarlo González      | Bologna FC 1909 (Itálie)           | 8.2.1988                | Archivováno 23. 6. 2018 na Wayback Machine. |
| 4                                           | Ian Smith               | IFK Norrköping (Švédsko)           | 6.3.1998                | Archivováno 23. 6. 2018 na Wayback Machine. |
| 6                                           | Óscar Duarte            | RCD Espanyol (Španělsko)           | 3.6.1989                | Archivováno 23. 6. 2018 na Wayback Machine. |
| 8                                           | Bryan Oviedo            | Sunderland AFC (Anglie)            | 18.2.1990               | Archivováno 23. 6. 2018 na Wayback Machine. |
| 15                                          | Francisco Calvo         | Minnesota United FC (USA)          | 8.7.1992                | Archivováno 23. 6. 2018 na Wayback Machine. |
| 16                                          | Cristian Gamboa         | Celtic FC (Skotsko)                | 24.10.1989              | Archivováno 23. 6. 2018 na Wayback Machine. |
| 19                                          | Kendall Waston          | Vancouver Whitecaps FC (Kanada)    | 1.1.1988                | Archivováno 23. 6. 2018 na Wayback Machine. |
| 22                                          | Kenner Gutierrez        | LD Alajuelense (Kostarika)         | 9.6.1989                | Archivováno 23. 6. 2018 na Wayback Machine. |
| Záložníci                                   |                         |                                    |                         |                                             |
| 5                                           | Celso Borges            | Deportivo de La Coruña (Španělsko) | 27.5.1988               | Archivováno 23. 6. 2018 na Wayback Machine. |
| 7                                           | Christian Bolaños       | Deportivo Saprissa (Kostarika)     | 17.5.1984               | Archivováno 23. 6. 2018 na Wayback Machine. |
| 9                                           | Joel Campbell           | Betis Sevilla (Španělsko)          | 26.6.1992               | Archivováno 23. 6. 2018 na Wayback Machine. |
| 10                                          | Bryan Ruiz -            | Sporting CP (Portugalsko)          | 18.8.1985               | Archivováno 23. 6. 2018 na Wayback Machine. |
| 13                                          | Rodney Wallace          | New York City FC (USA)             | 17.6.1988               | Archivováno 23. 6. 2018 na Wayback Machine. |
| 14                                          | Randall Azofeifa        | CS Herediano (Kostarika)           | 30.12.1984              | Archivováno 23. 6. 2018 na Wayback Machine. |
| 17                                          | Yeltsin Tejeda          | FC Lausanne-Sport (Švýcarsko)      | 17.3.1992               | Archivováno 23. 6. 2018 na Wayback Machine. |
| 20                                          | David Guzmán            | Portland Timbers (USA)             | 18.2.1990               | Archivováno 23. 6. 2018 na Wayback Machine. |
| Útočníci                                    |                         |                                    |                         |                                             |
| 11                                          | Johan Venegas           | Deportivo Saprissa (Kostarika)     | 27.11.1988              | Archivováno 23. 6. 2018 na Wayback Machine. |
| 12                                          | Daniel Colindres        | Deportivo Saprissa (Kostarika)     | 10.1.1985               | Archivováno 23. 6. 2018 na Wayback Machine. |
| 21                                          | Marco Ureña             | Los Angeles FC (USA)               | 5.3.1990                | Archivováno 23. 6. 2018 na Wayback Machine. |
| Hlavní trenér                               |                         |                                    |                         |                                             |
| Óscar Ramírez 8.12.1964                     | Óscar Ramírez 8.12.1964 | Óscar Ramírez 8.12.1964            | Óscar Ramírez 8.12.1964 | Archivováno 23. 6. 2018 na Wayback Machine. |
| Soupiska na FIFA.com                        |                         |                                    |                         |                                             |
| Archivováno 20. 6. 2018 na Wayback Machine. |                         |                                    |                         |                                             |

## Srbsko
| Číslo                                       | Jméno                    | Stát / klub                   | Datum narození           | Foto                                         |
| Brankáři                                    | Brankáři                 | Brankáři                      | Brankáři                 | Brankáři                                     |
| ------------------------------------------- | ------------------------ | ----------------------------- | ------------------------ | -------------------------------------------- |
| 1                                           | Vladimir Stojković       | FK Partizan (Srbsko)          | 28.7.1983                | Archivováno 23. 6. 2018 na Wayback Machine.  |
| 12                                          | Predrag Rajković         | Maccabi Tel Aviv FC (Izrael)  | 31.10.1995               | Archivováno 23. 6. 2018 na Wayback Machine.  |
| 23                                          | Marko Dmitrović          | SD Eibar (Španělsko)          | 24.1.1992                | Archivováno 23. 6. 2018 na Wayback Machine.  |
| Obránci                                     |                          |                               |                          |                                              |
| 2                                           | Antonio Rukavina         | Villarreal CF (Španělsko)     | 26.1.1984                | Archivováno 23. 6. 2018 na Wayback Machine.  |
| 3                                           | Duško Tošić              | Besiktas Istanbul (Turecko)   | 19.1.1985                | Archivováno 23. 6. 2018 na Wayback Machine.  |
| 5                                           | Uroš Spajić              | RSC Anderlecht (Belgie)       | 13.2.1993                | Archivováno 23. 6. 2018 na Wayback Machine.  |
| 6                                           | Branislav Ivanović       | Zenit Petrohrad (Rusko)       | 22.2.1984                | Archivováno 23. 6. 2018 na Wayback Machine.  |
| 11                                          | Aleksandar Kolarov -     | AS Řím (Itálie)               | 10.11.1985               | Archivováno 23. 6. 2018 na Wayback Machine.  |
| 13                                          | Miloš Veljković          | Werder Brémy (Německo)        | 26.9.1995                | Archivováno 23. 6. 2018 na Wayback Machine.  |
| 14                                          | Milan Rodić              | CZ Bělehrad (Srbsko)          | 2.4.1991                 | Archivováno 23. 6. 2018 na Wayback Machine.  |
| 15                                          | Nikola Milenković        | ACF Fiorentina (Itálie)       | 12.10.1997               | Archivováno 23. 6. 2018 na Wayback Machine.  |
| Záložníci                                   |                          |                               |                          |                                              |
| 4                                           | Luka Milivojević         | Crystal Palace FC (Anglie)    | 7.4.1991                 | Archivováno 20. 12. 2019 na Wayback Machine. |
| 7                                           | Andrija Živković         | Benfica Lisabon (Portugalsko) | 11.7.1996                | Archivováno 23. 6. 2018 na Wayback Machine.  |
| 10                                          | Dušan Tadić              | Southampton FC (Anglie)       | 20.11.1988               | Archivováno 23. 6. 2018 na Wayback Machine.  |
| 16                                          | Marko Grujić             | Cardiff City FC (Wales)       | 13.4.1996                | Archivováno 23. 6. 2018 na Wayback Machine.  |
| 17                                          | Filip Kostić             | Hamburger SV (Německo)        | 1.11.1992                | Archivováno 23. 6. 2018 na Wayback Machine.  |
| 20                                          | Sergej Milinković-Savić  | SS Lazio (Itálie)             | 27.2.1995                | Archivováno 23. 6. 2018 na Wayback Machine.  |
| 21                                          | Nemanja Matić            | Manchester United FC (Anglie) | 1.8.1988                 | Archivováno 23. 6. 2018 na Wayback Machine.  |
| 22                                          | Adem Ljajić              | Turín FC (Itálie)             | 29.9.1991                | Archivováno 23. 6. 2018 na Wayback Machine.  |
| Útočníci                                    |                          |                               |                          |                                              |
| 8                                           | Aleksandar Prijović      | PAOK Soluň (Řecko)            | 21.4.1990                | Archivováno 23. 6. 2018 na Wayback Machine.  |
| 9                                           | Aleksandar Mitrović      | Fulham FC (Anglie)            | 16.9.1994                | Archivováno 23. 6. 2018 na Wayback Machine.  |
| 18                                          | Nemanja Radonjić         | CZ Bělehrad (Srbsko)          | 15.2.1996                | Archivováno 23. 6. 2018 na Wayback Machine.  |
| 19                                          | Luka Jović               | Eintracht Frankfurt (Německo) | 23.12.1997               | Archivováno 23. 6. 2018 na Wayback Machine.  |
| Hlavní trenér                               |                          |                               |                          |                                              |
| Mladen Krstajič 4.3.1974                    | Mladen Krstajič 4.3.1974 | Mladen Krstajič 4.3.1974      | Mladen Krstajič 4.3.1974 | Archivováno 23. 6. 2018 na Wayback Machine.  |
| Soupiska na FIFA.com                        |                          |                               |                          |                                              |
| Archivováno 20. 6. 2018 na Wayback Machine. |                          |                               |                          |                                              |